# Villalar de los Comuneros
Villalar de los Comuneros là một đô thị trong tỉnh Valladolid, Castile và León, Tây Ban Nha. Theo điều tra dân số 2004 (INE), đô thị này có dân số là 449 người.